# Jean-Paul James

Wappen von Jean-Paul James als Erzbischof von Bordeaux und Primas von Aquitanien

Wappen von Jean-Paul James als Bischof von Nantes

Jean-Paul André Denis Marcel James (* 14. Juli 1952 in Rennes, Frankreich) ist ein französischer Geistlicher und römisch-katholischer Erzbischof von Bordeaux.

## Leben
Jean-Paul James wurde als Sohn von Denise (geborene Lelièvre) und Marcel James geboren. Er hat vier Schwestern und einen Bruder. Er besuchte eine Höhere Schule für Wirtschaftswissenschaft in Rennes, daraufhin trat er in die École Nationale de la Statistique in Paris ein. Er arbeitete fast sechs Jahre in der Regionaldirektion des INSEE in Rennes.
Jean-Paul James trat im September 1980 in das Priesterseminar von Rennes ein. Im September 1984 wechselte er in das Päpstliche Französische Seminar in Rom. Am 3. April 1985 erfolgte die Weihe zum Diakon durch Koadjutor Erzbischof Jacques Jullien für das Erzbistum Rennes. Am 22. September 1985 spendete ihm der Erzbischof von Rennes, Paul Kardinal Gouyon das Sakrament der Priesterweihe. Er lebte bis Februar 1989 in Rom, wo er im Oktober 1985 zum Kaplan an der französischen Nationalkirche San Luigi dei Francesi ernannt wurde. Zudem war er Student an der Päpstlichen Universität Gregoriana in Rom. Dort schloss er mit einem Lizenziat in Kanonischem Recht und Theologie mit dem Schwerpunkt Moraltheologie ab.
Von September 1990 bis 1999 war er verantwortlich für die Berufe- und Jugendpastoral in der Diözese Beauvais. Seit 1990 ist er Geistlicher Begleiter der „communauté de l’Olivier“ in Bruz bei Ille-et-Vilaine, einer Gemeinschaft der Arche von Jean Vanier. Im September 1999 wurde er zum Vorsteher des Seminars von Saint-Yves ernannt.
Papst Johannes Paul II. ernannte ihn am 9. Januar 2003 zum Bischof von Beauvais. Die Bischofsweihe spendete ihm der Erzbischof von Rennes, François Saint-Macary, am 6. April 2003 in der Kathedrale von Beauvais. Mitkonsekratoren waren der Erzbischof von Montpellier, Guy Thomazeau, und der Erzbischof von Reims, Thierry Jordan. Am 8. Juli 2009 ernannte ihn Papst Benedikt XVI. zum Bischof von Nantes.
Papst Franziskus ernannte ihn am 14. November 2019 zum Erzbischof von Bordeaux. Die Amtseinführung fand am 26. Januar des folgenden Jahres statt.
Jean-Paul James ist Mitglied der Kommission für die Bildung in der Französischen Bischofskonferenz. Des Weiteren ist er der verantwortliche Bischof für die Arche-Gemeinschaften in Frankreich.